# Підкова

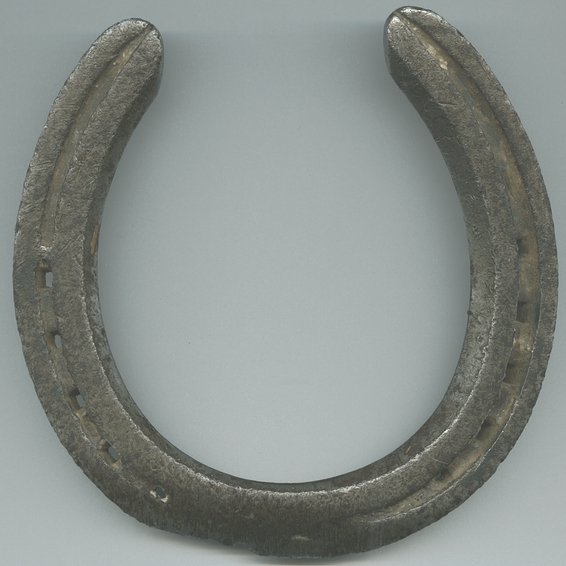
Металева підкова

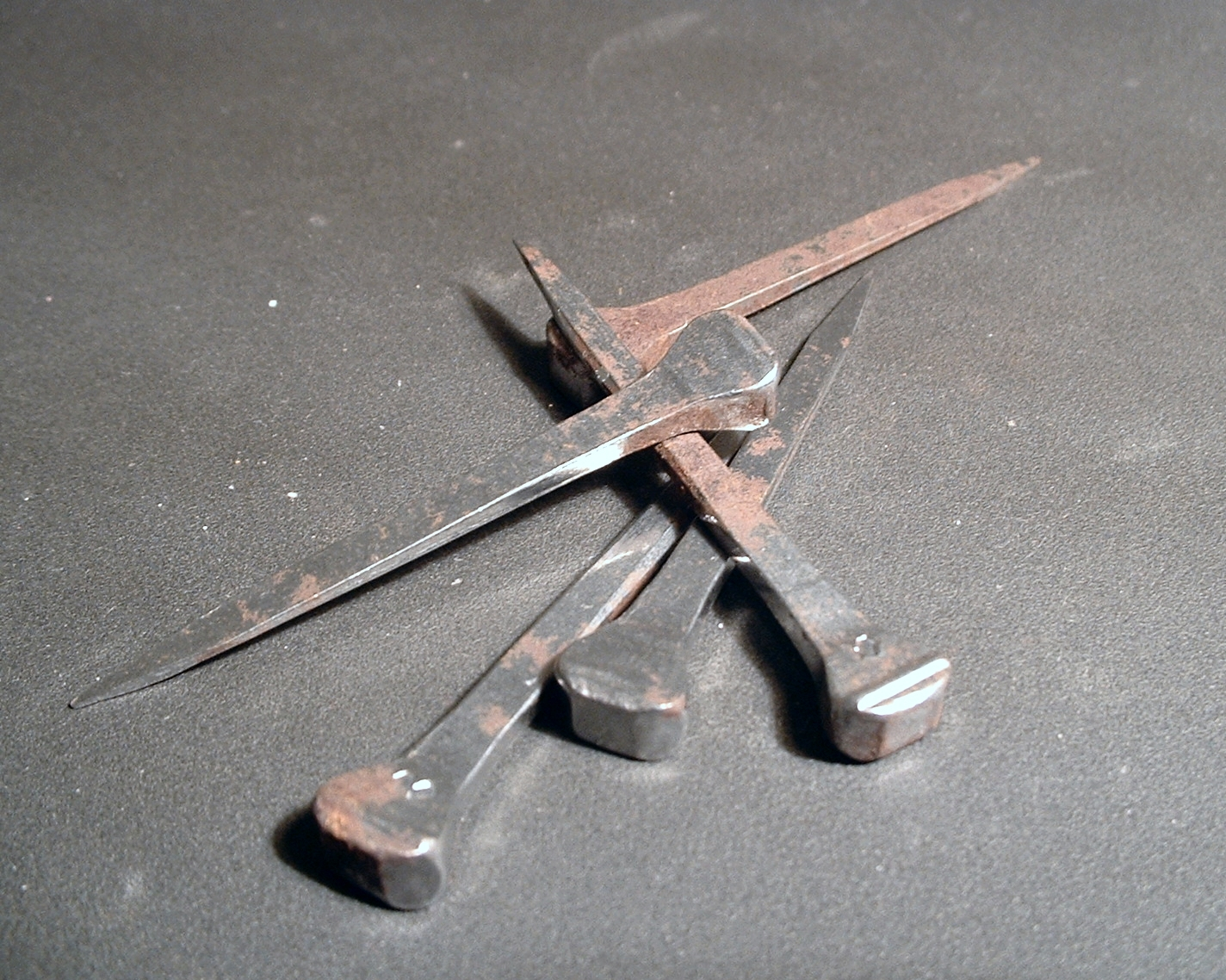
Цвяхи-вухналі

Підко́ва — пристосування для захисту кінських копит від зношування.

## Використовування
Підкови виготовляють зазвичай із металу, найчастіше зі м'яких сортів пруткової сталі марки Ст2 чи Ст3 діаметром 14-16 мм. У підкові виділяють такі елементи: внутрішню і зовнішню гілки, верхню і нижні площини, внутрішній і зовнішній краї, вухналеву доріжку і відворот. Площини підкови рівно проковують, вона повинна повторювати форму копита і щільно прилягати до нього. На кожній площині роблять заглибину — вухналеву доріжку, яка відсутня в середній (зачіпній) частині (5-6 см) і на кінцях (3-4 см). На кожній з гілок пробивають по чотири вухналеві отвори: перший (з середини) отвір спрямований трохи всередину, наступний прямо, задні — дещо назовні. На верхньому зачіпному краї роблять тонкий відворот 1-1,5 см заввишки (тільки на підковах для упряжних коней), що запобігає зсуванню копита і захищає його зачіп.
Прибивають підкови до копит спеціальними цвяхами, які називаються вухналя́ми або ухналями (від пол. ufnal < нім. Hufnagel — «копитний цвях»).
Замість підков можуть використовувати захисні пристосування для копит у вигляді черевиків — гіпосандалі. Відомі ще в Стародавньому Римі, гіпосандалі зараз використовуються переважно як тимчасова альтернатива підковам.

## Безпека
Підковування коней потенційно небезпечна операція, і її виконує зазвичай фахівець, який підбирає потрібну підкову, готує копита коня, оцінює ризик кульгавості й прибиває, а іноді приклеює, підкову. Для іммобілізації тварини її поміщають у станок. У деяких країнах, наприклад, у Великій Британії, для підковування коней потрібна спеціальна ліцензія, в інших країнах за сертифікацією фахівців слідкують відповідні професійні організації.

## Символізм
Символ підкови зустрічається здавна. Досить часто її зображення можна знайти в побуті та ритуальних зображеннях. Протягом століть люди вважають підкову символом успіху. Проте ніхто точно не знає, чому саме кінський атрибут вибраний талісманом.
Можливо, підкова стала символом щастя, заможності і успіху саме завдяки асоціації з конем, який міг бути тільки в заможного, багатого господаря.
Вислів «підкувати блоху» пов'язується з майстерністю найвищого класу, слугує символом особливо точної, ювелірної роботи. Виник цей фразеологізм завдяки оповіді «Лівша» російського письменника М. С. Лєскова, де три тульські майстри підковують англійську блоху. Втілити вигадку в життя вдалося українському майстру мікромініатюри Миколі Сядристому: його підкована блоха має на своїх лапках золоті підківки шириною в 60 мікронів.

## Прислів'я
- Не жалій вухналя, бо підкову згубиш
- Як загнав на слизьке, то про підкови згадав

## Галерея

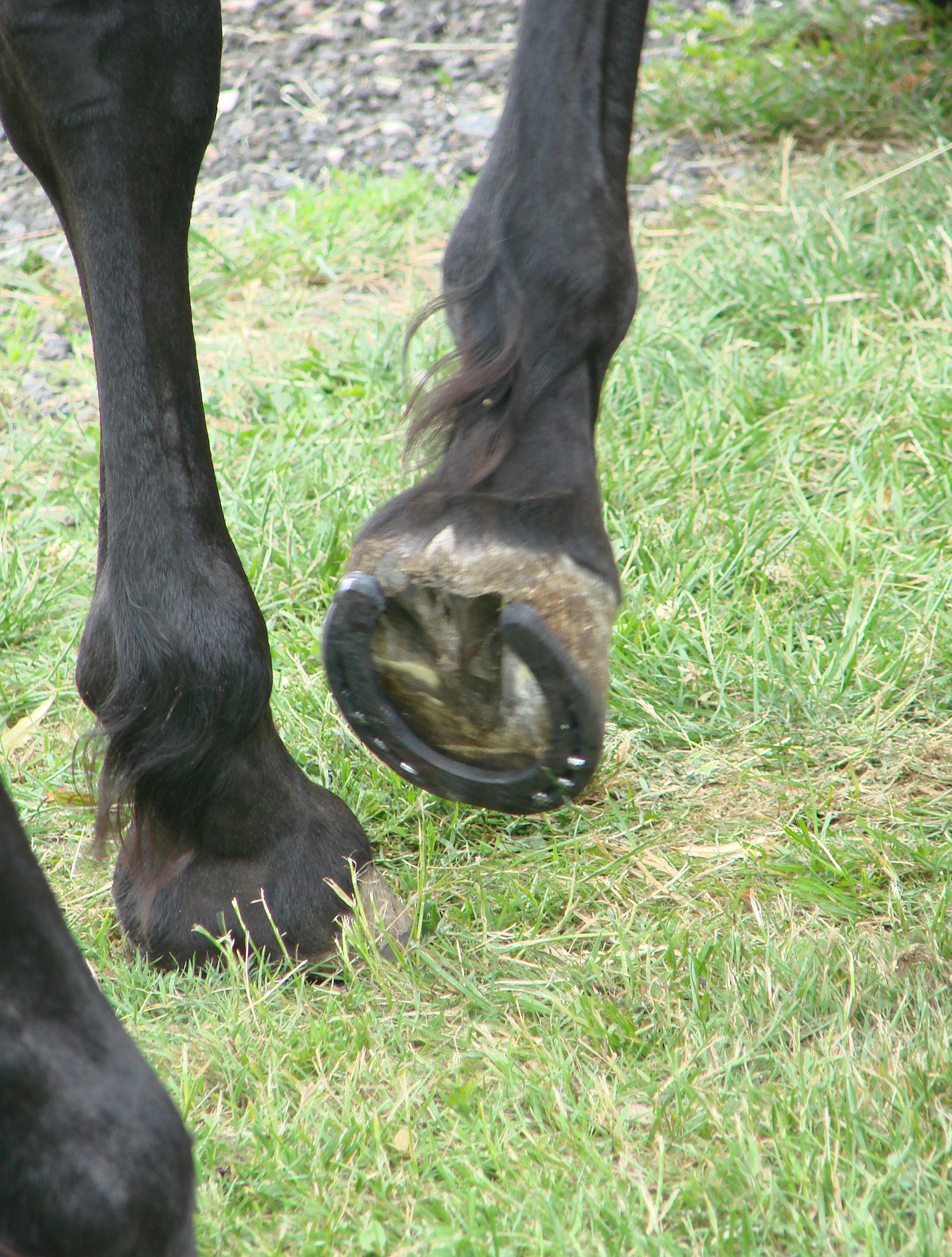
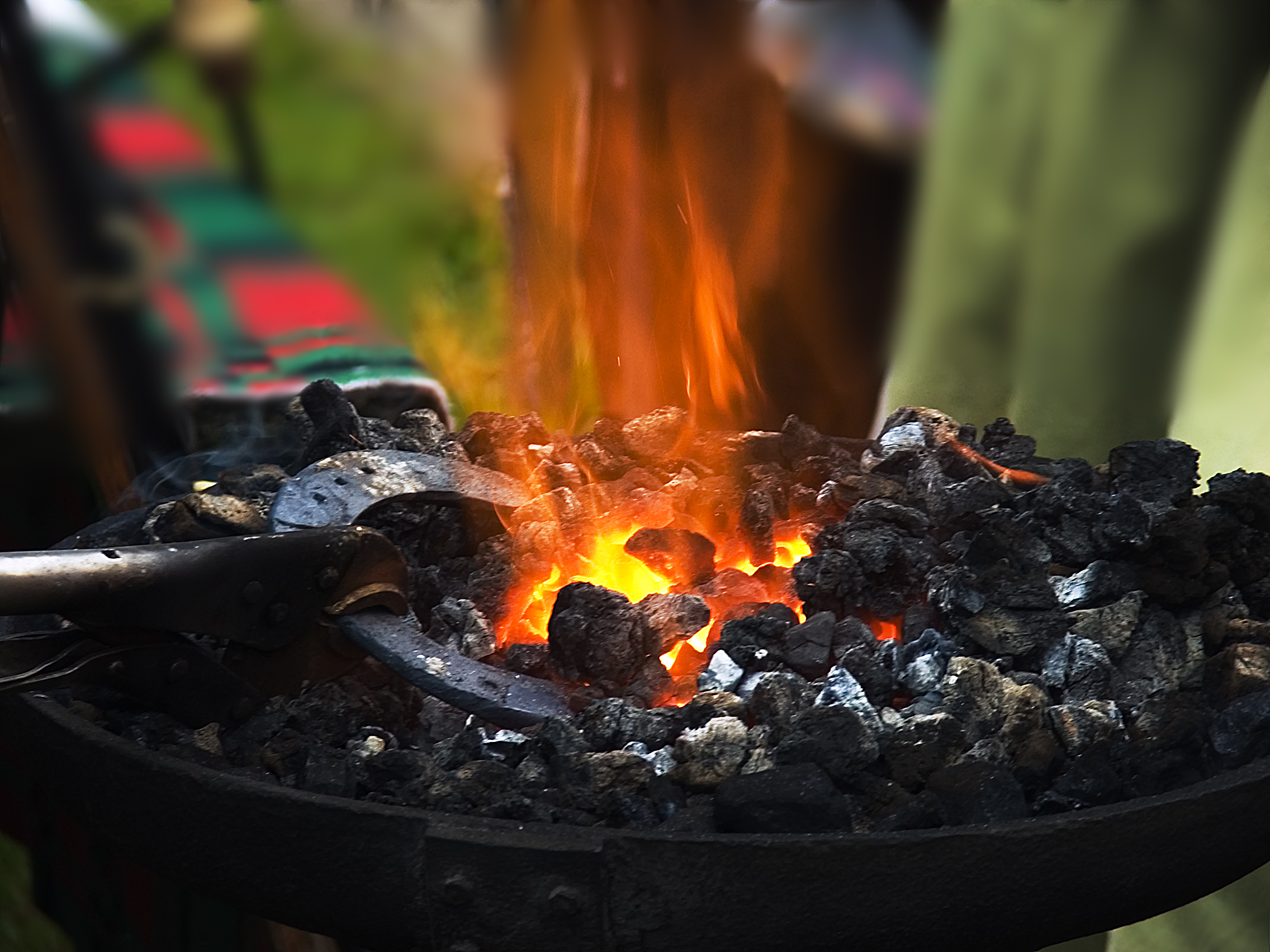
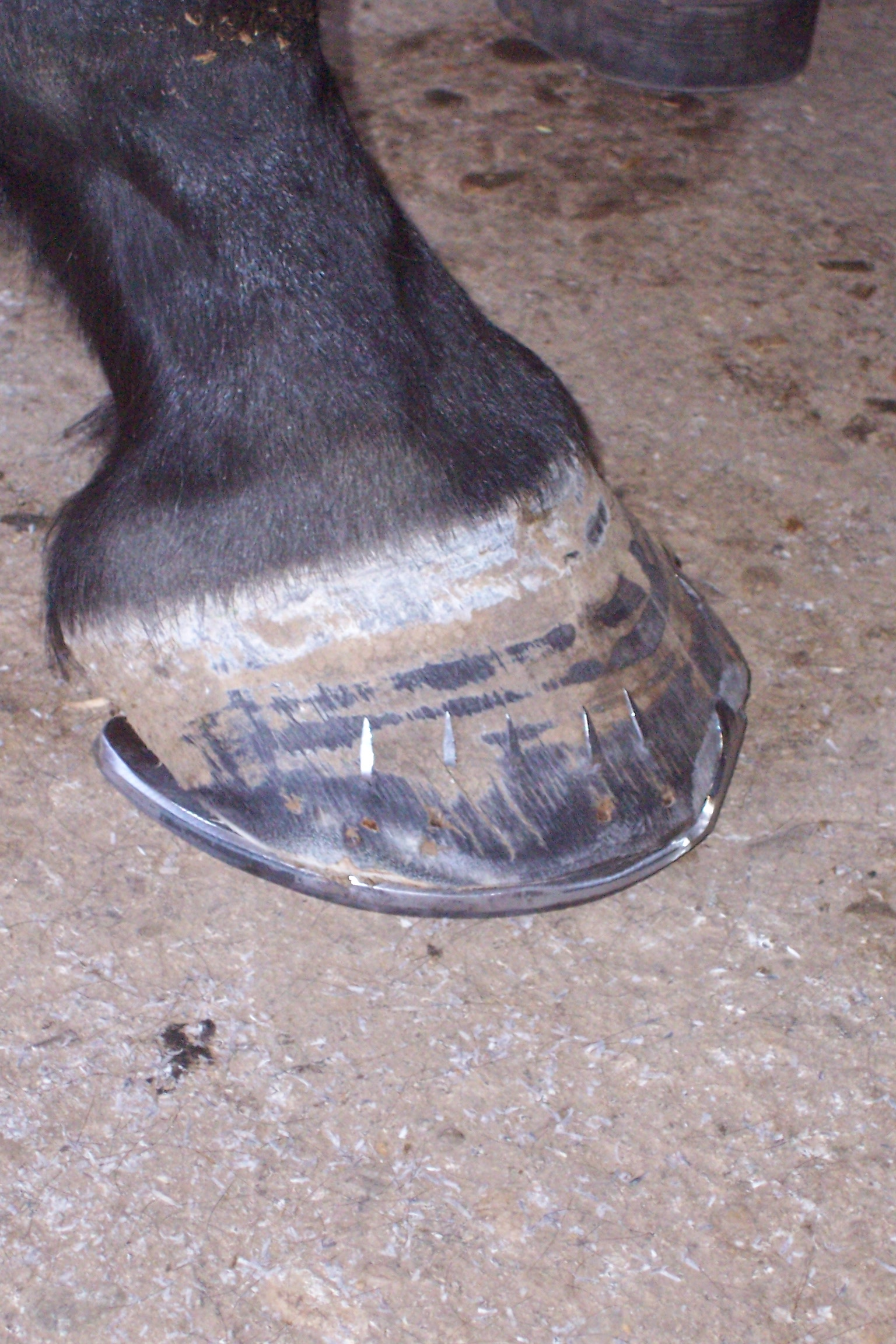
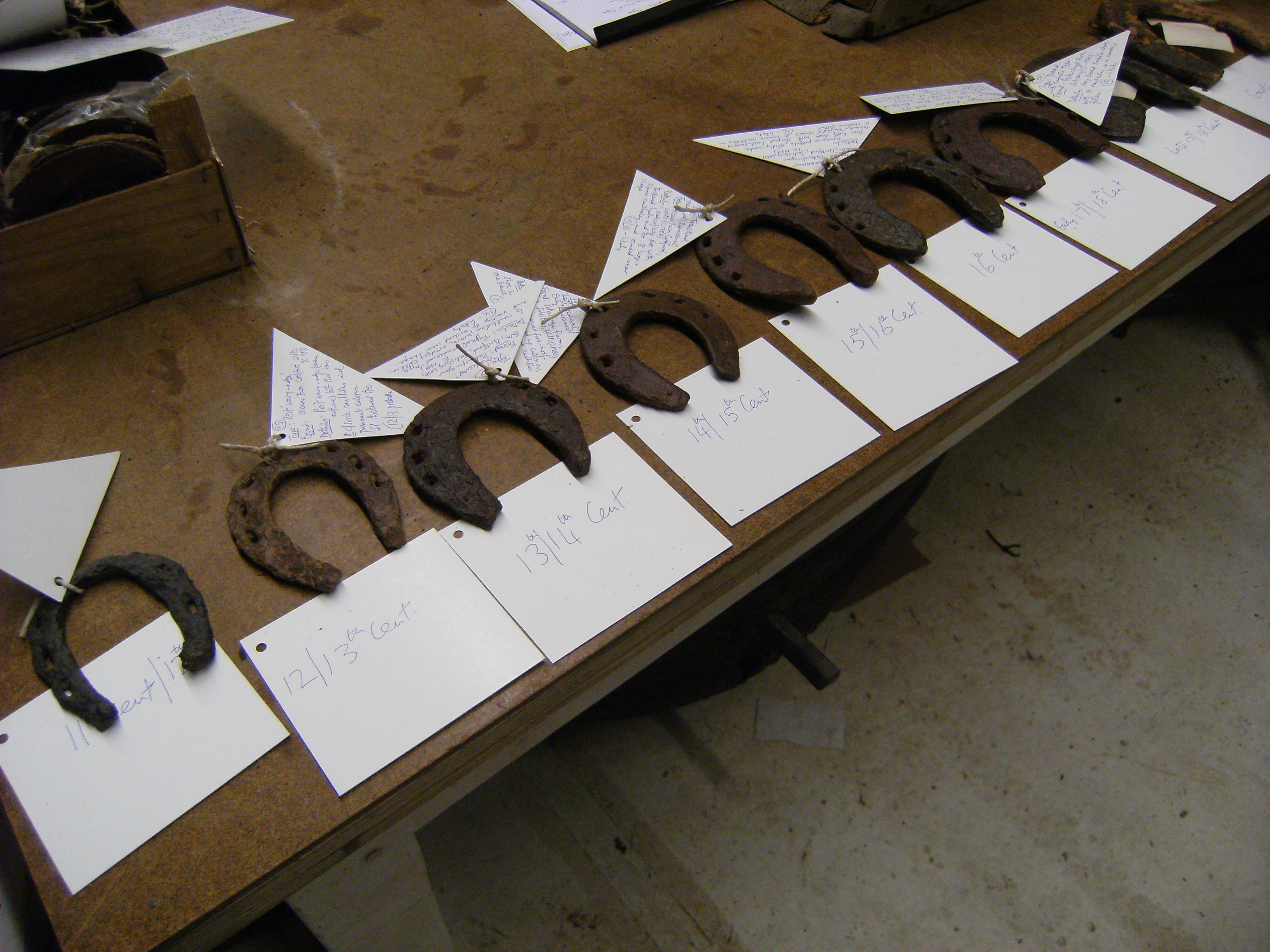
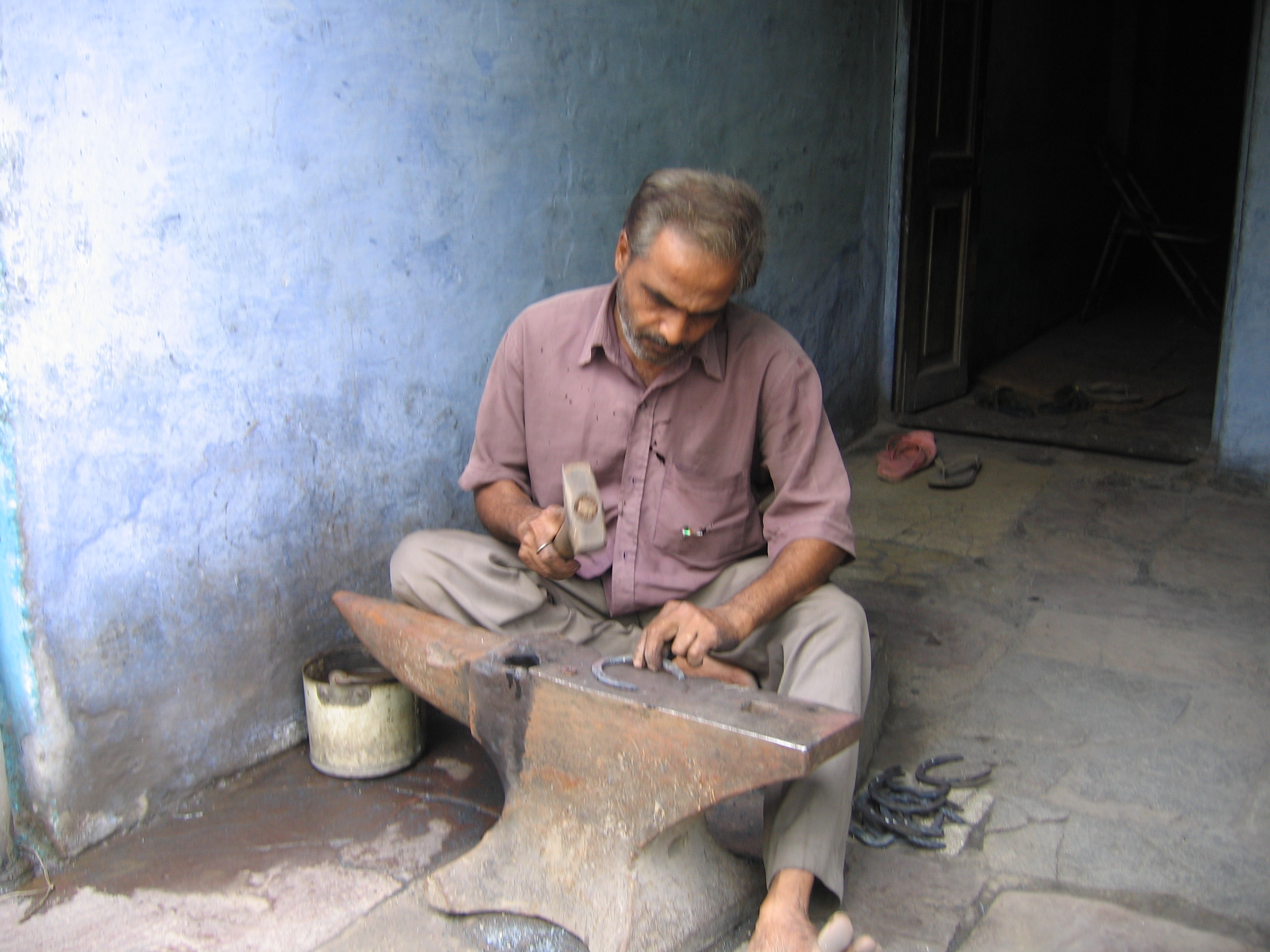
Коваль кує підкову.
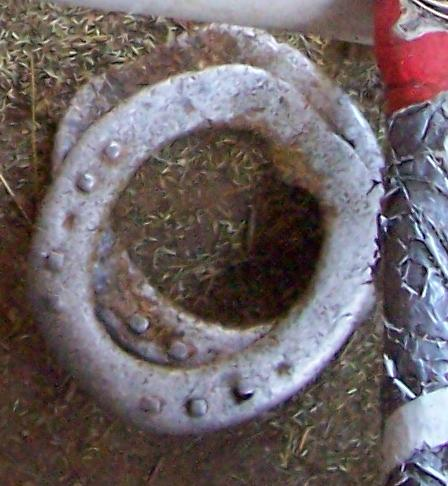
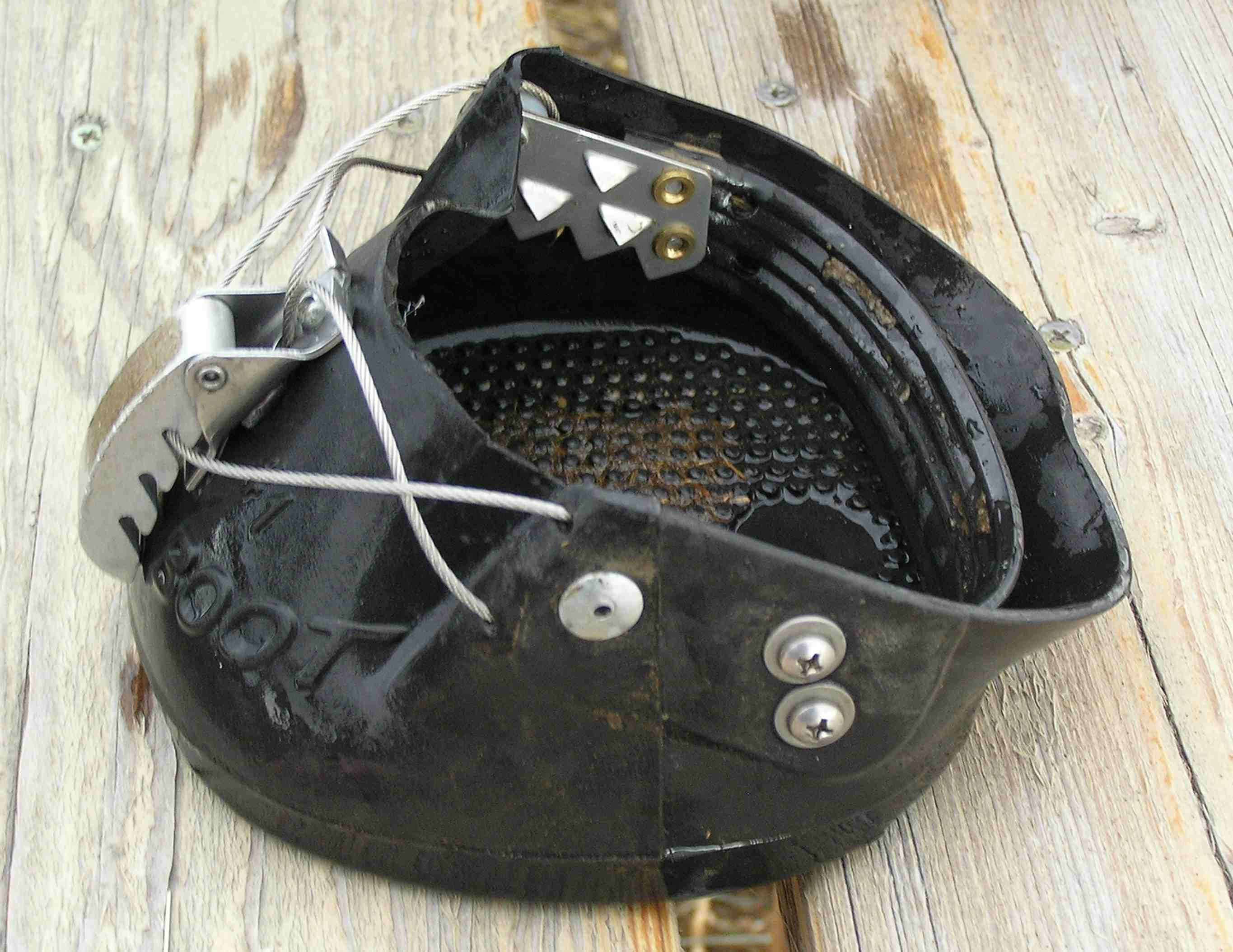
Гіпосандаля — пристрій, що іноді заміняє підкову.
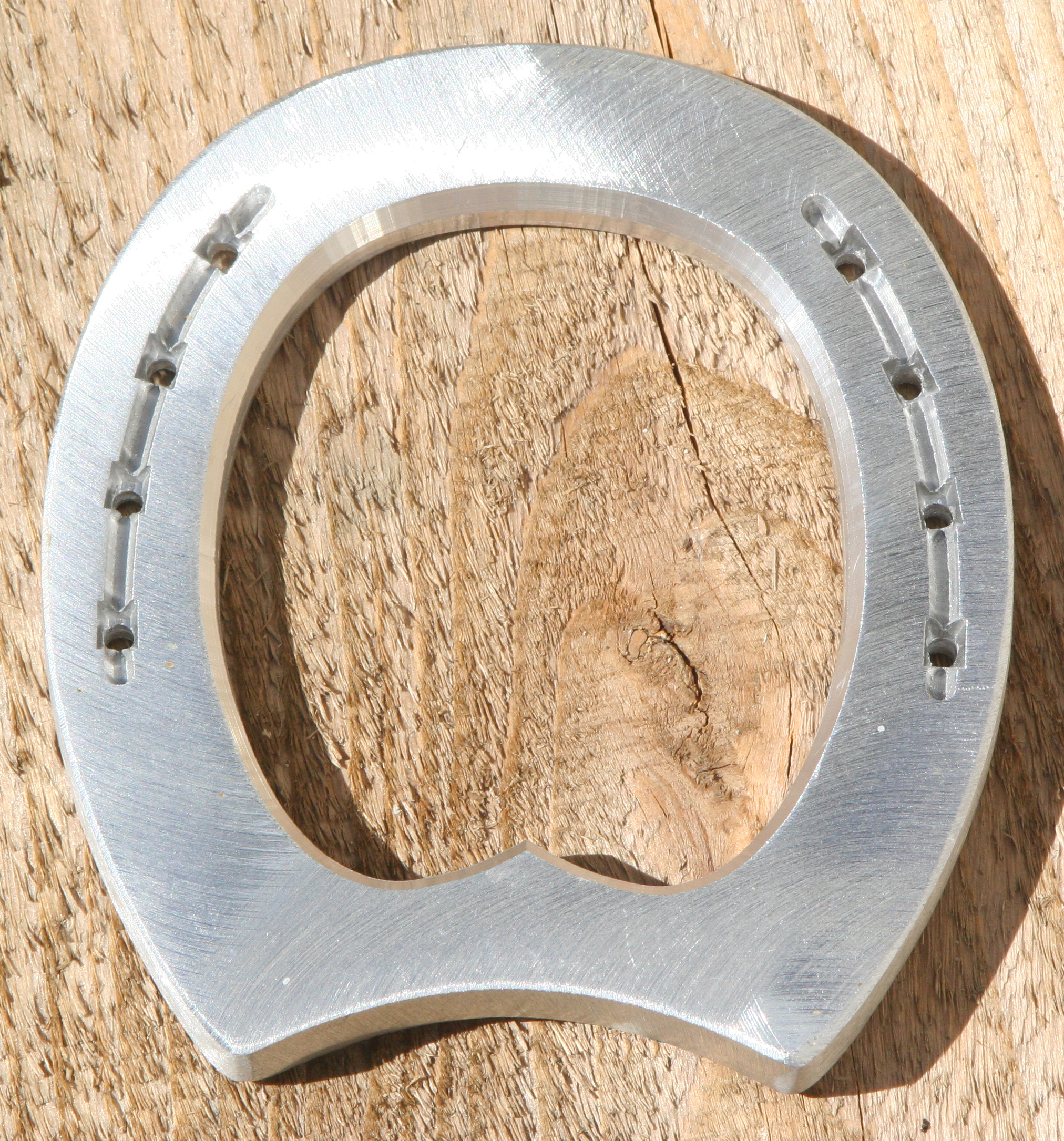
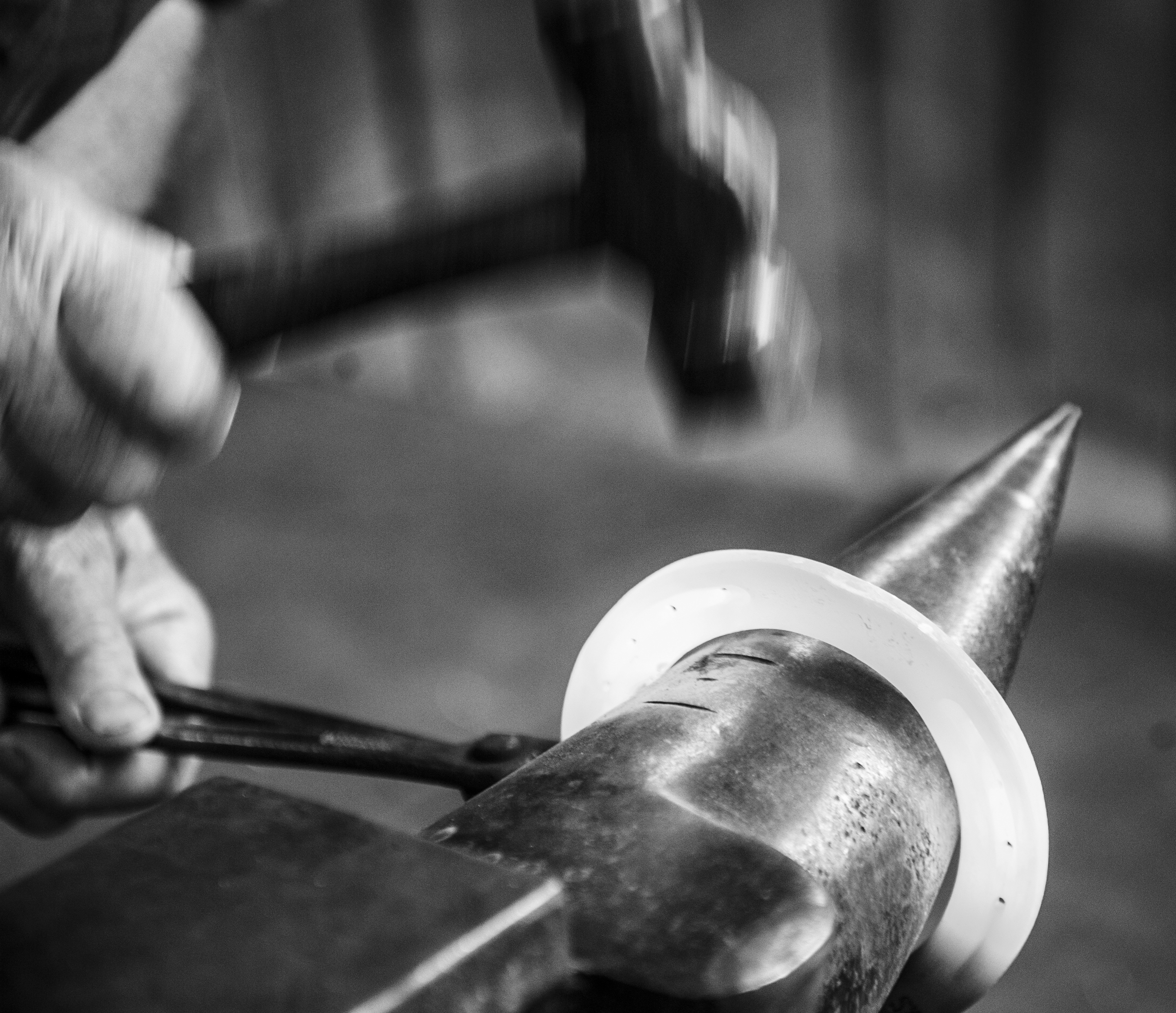
Формування підкови на розі ковадла
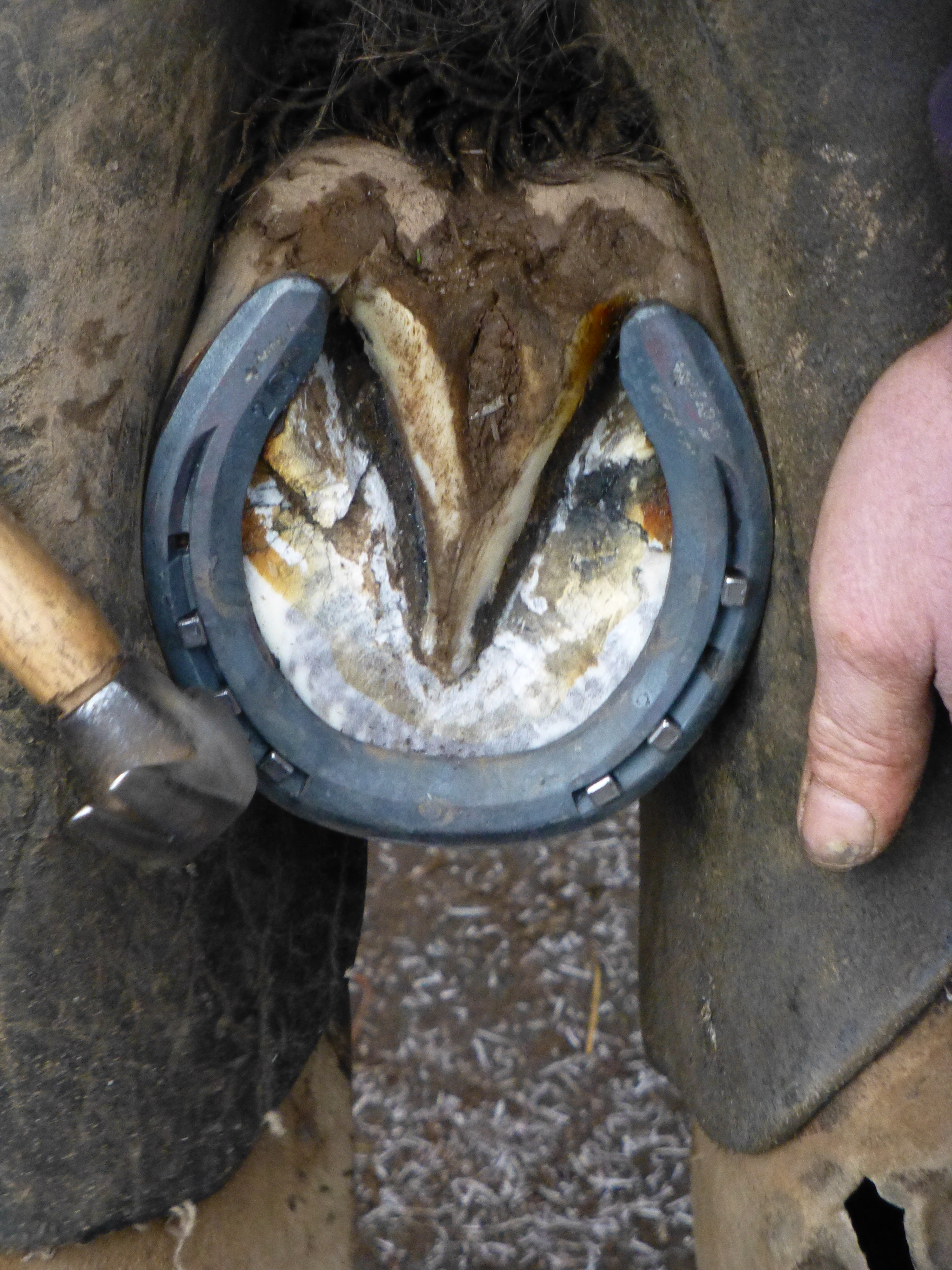
Кріплення підкови на копиті
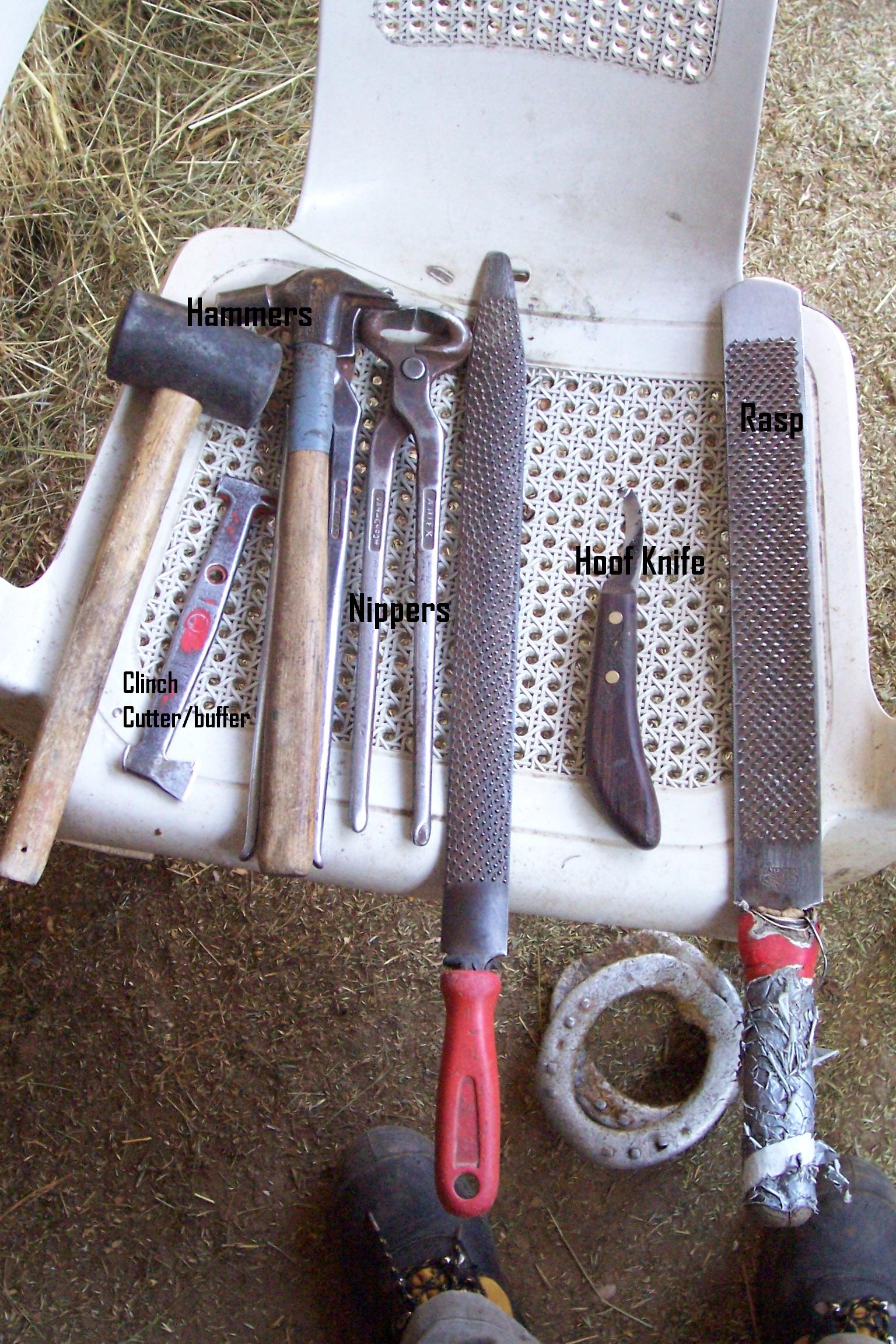
Інструмент для підковування: молоток, обсічка для зняття старих підков, обценьки для виймання вухналів, рашпілі, копитний ніж